# 郑英 (明朝武将)
郑英（15世纪—1471年），明朝武将。
成化二年（1466年）十二月，因兵部尚书王复推荐，郑英由指挥佥事升为署都指挥佥事，掌兴武营事。四年（1468年）四月，任郑英为同都指挥佥事。七年（1471年）三月，游击将军都指挥佥事张翊奏称，瓦剌千余骑入寇红山墩被击退，郑英在后，看见瓦剌有两个逃兵，就率其下属十二人追杀，遇伏被杀，只有三人回来。兵部请求行巡按御史问责张翊等罪，获准。
此郑英与同时期的武安侯郑英不是一人。